# グローバル・サステナブル・ツーリズム協議会
グローバル・サステナブル・ツーリズム協議会（グローバル・サステナブル・ツーリズムきょうぎかい、英語: Global Sustainable Tourism Council （GSTC））は、世界的な旅行および観光分野における観光産業界の専門家や、政府機関のための持続可能な開発の基準を定め、管理する国際非営利団体です。

## 説明
GSTCは、持続可能な観光の推進と持続可能な観光の国際基準を作ることを目的に、2007年に発足した国際非営利団体です。2008年には観光産業向けの指標（GSTC−Ｉ : Global Sustainable Tourism Criteria for Industry)、2013年には観光地向けの指標（GSTC−D : Global Sustainable Tourism Criteria for Destinations、2019年12月に改訂を行い、現在はGSTC Destination Criteriaという名称（略称はGSTC-Dの まま）となっている）を開発し、管理・普及活動を行っています。
GSTC発足以前から世界では、すでに特定の地域で独自に開発されたものなど、多数の持続可能な観光基準 やエコラベル等が存在しており、何が正しいものなのかわからない状態でした。そのような混乱を避けるため、当初は２つの国連機関（国際連合環境計画（UNEP）と国連世界観光機関（UNWTO））が協力し、観光産業向けの国際基準を開発していく事になりましたが、その後、国連基金(United Nations Foundation)、レインフォレストアライアンス、と共にリードを取り、32のパートナー団体と連携し、GSTCが設立され、基準が制定されていきました。
GSTC基準は、他の基準と同様に教育やトレーニング、政策の策定、プロセスの測定と管理を行うためのガイドラインとして、また認証の基礎として使用されています。また、各基準は多言語対応しており、無料でダウンロードが可能です。 
GSTCは、認証機関に対して他団体と連携し認定（Accrediation）を行う事はありますが、観光産業向けや観光地向けに認証（Certification）を行う団体ではありません。(参考：What is the difference between Certification, Accreditation, and Recognition?) GSTC基準に準拠した基準及びプログラムを持つ認証機関に認証されることで、国際的な基準に基づいた宿泊施設、ツアーオペレータ、地域を目指していくことが可能となります。

## 組織の目的
組織の主な目標は、民間および公共の関係者の間で持続可能な観光に関する知識と実践を増やすことです。この目標を達成するために、いくつかの実施項目があります：国際基準の開発、地域での持続可能性の確立と改善、市場アクセスの促進、知識と優良事例の増加、持続可能性基準の検証の支援。 GSTCは、GSTC基準の4つのセクションを通して全体的な持続可能な観光を定義しています；①持続可能なマネジメント②社会経済のサステナビリティ③文化的サステナビリティ④環境のサステナビリティ。

## 歴史

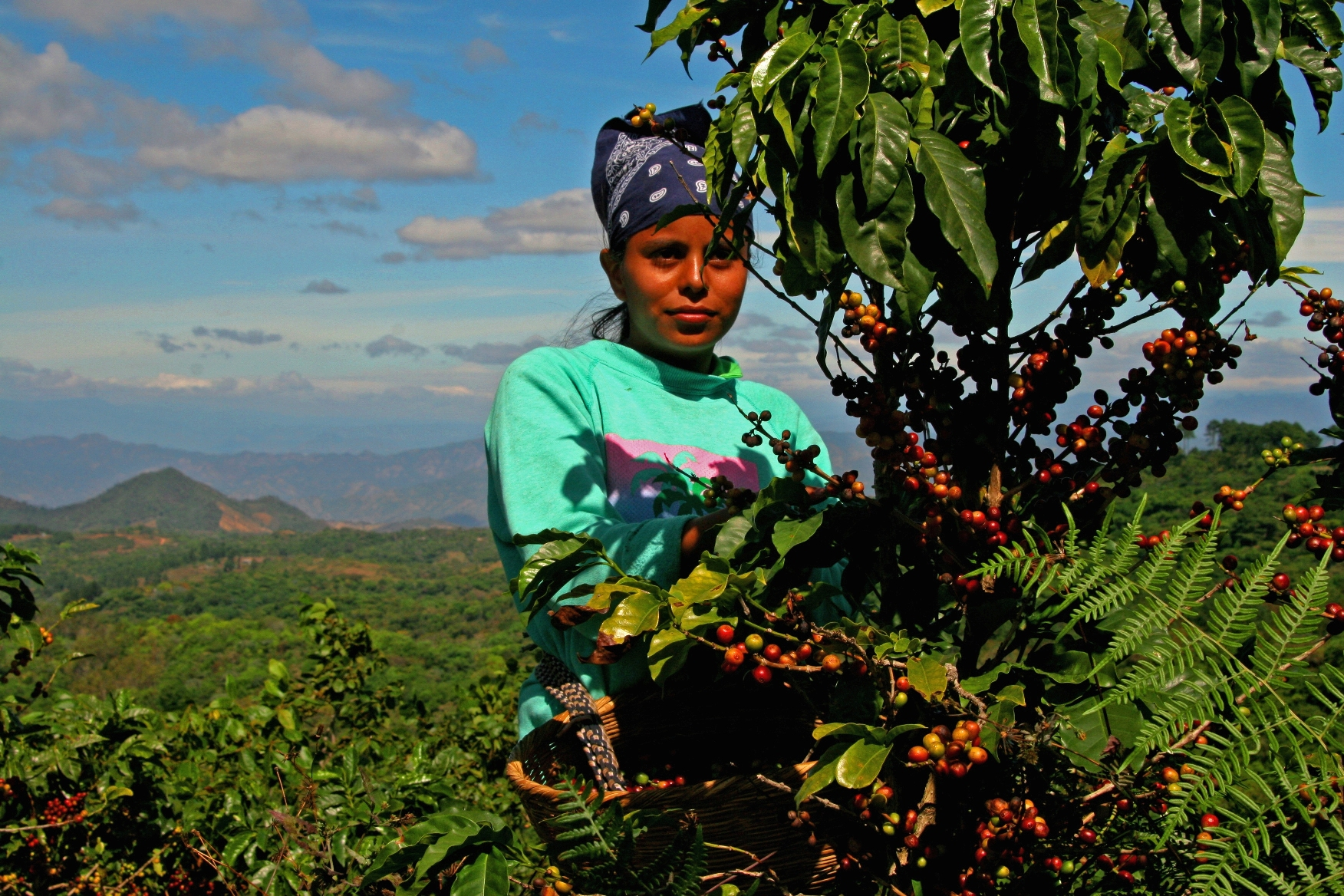
エルサルバドルのレインフォレスト・アライアンス認定の協同組合シウダー・バリオスの斜面で女性がコーヒーを摘む

2008年にグローバルサステナブルツーリズム基準のためのパートナーシップ団体は、宿泊施設とツアーオペレーター向けの基準を発表しました。 2010年に、このパートナーシップ団体と持続可能な観光管理協議会（the Sustainable Tourism Stewardship Council ）が合併し、現在のグローバル・サステナブル・ツーリズム協議会（GSTC）が設立されました。創設メンバーには、国連世界観光機関（UNWTO）、国際連合環境計画（UNEP）、レインフォレストアライアンス、および国連基金(United Nations Foundation)がいます。

## 日本版持続可能な観光ガイドライン（JSTS-D）
2020年、観光庁が「日本版持続可能な観光ガイドライン（Japan Sustainable Tourism Standard for Destinations, JSTS-D）」を発刊しました。国内の地方自治体や観光地域づくり法人（DMO）が持続可能な観光地マネジメントを行うことができるよう、国際基準であるGSTCの基準に準拠しています。このガイドラインに沿って、観光を通した持続可能な地域作りに取り組む地域やDMOは、観光庁が管理する「日本版持続可能な観光ガイドライン（JSTS-D）」のロゴマーク申請が可能となります。